# بوکیت ناناس

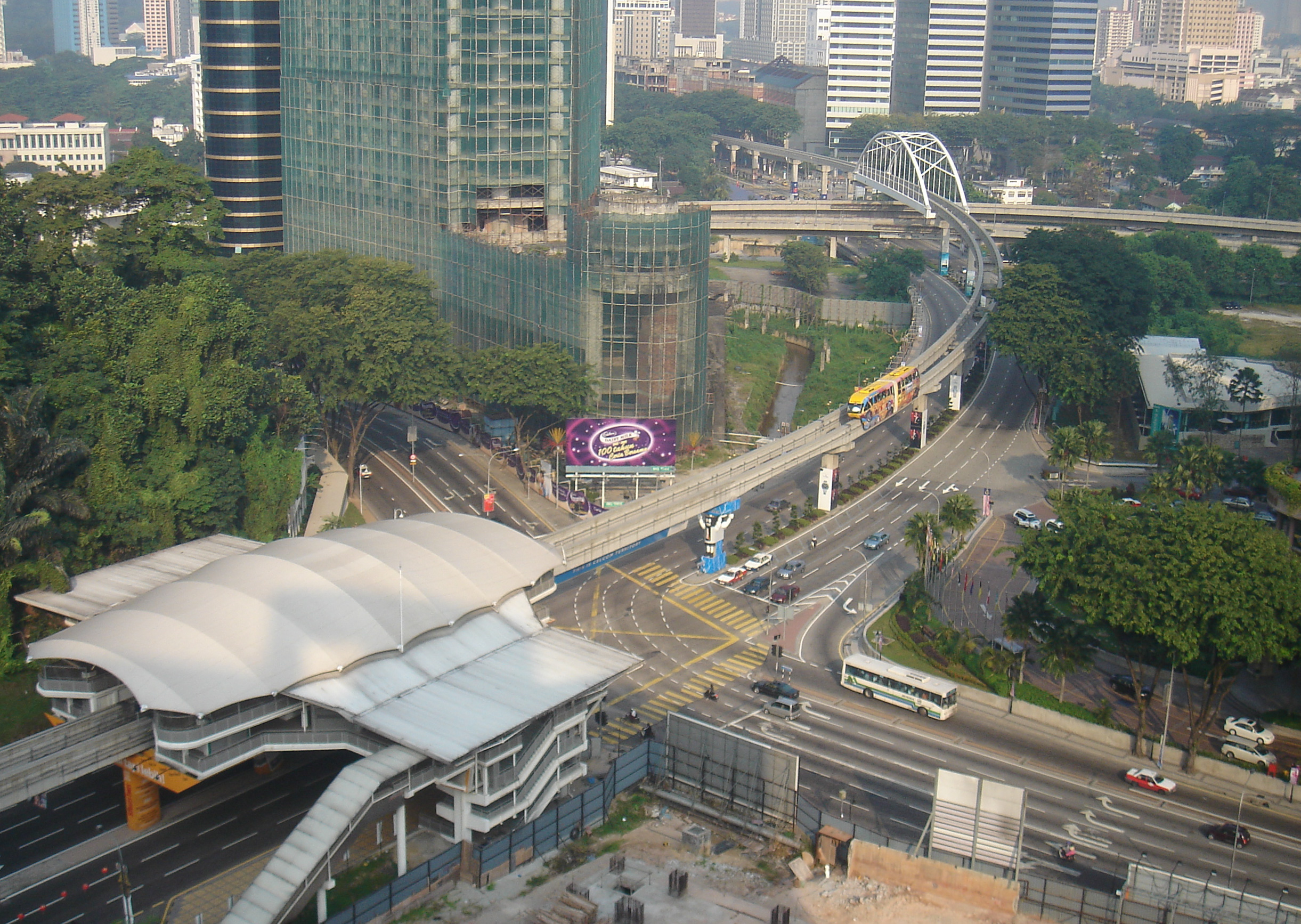
ایستگاه بوکیت ناناس

بوکیت ناناس (انگلیسی: Bukit Nanas) به معنی «تپه آناناس» (ولد هیل در دوران استعمار)، یک تپه کوچک در کوالا لامپور، مالزی است. با ارتفاع ۹۴ متر (۳۰۸ فوت) بالاتر از سطح دریا، که تنها جنگل بارانی استوایی بکر باقی مانده در مرکز کوالا لامپور را دربر گرفته‌است. ذخیره گاه جنگلی بوکیت ناناس در اینجا واقع شده‌است، و تردد در آن برای عموم آزاد است. مسیرهای جنگلی، مرکز بازدید کنندگان و یک موزه جنگل داری در آن وجود دارد.
تعدادی از ساختمان‌های قابل توجه، همچون برج کوالالامپور، در بوکیت ناناس واقع شده‌است. این ناحیه توسط ایستگاه مونوریل بوکیت ناناس قابل دسترسی است.